# Fasiszta újságírók pere
Az újságíróper (teljes nevén a fasiszta újságírók pere, románul: Procesul ziariștilor fasciști) egy politikai per volt a második világháború utáni Romániában, mely 1945. május 23. - június 4. között zajlott a bukaresti népbíróság előtt. A perben 14 újságíró ellen emeltek vádat (7 fő ellen távollétében), akik a vád szerint cikkeikkel a háború folytatására, a németek kiszolgálására és a zsidók elleni fellépésre uszítottak. A június 4-én kihirdetett ítéletben a bíróság két főt távollétében halálra ítélt, hét főt életfogytiglani kényszermunkára, míg öt főt 5-től 25 évig terjedő kényszermunkára. A bukaresti Legfelsőbb Bíróság 1995-ben, posztumusz rehabilitálta az elítélteket (két fő kivételével).

## Előzmények
A második világháborút követően a szövetséges nagyhatalmak mintegy kötelezettségként rótták ki a vesztes országok számára a "nácizmus és fasizmus utolsó maradványainak a megsemmisítését", mely magába foglalta a háborús bűnösök elítélését is. A háborús bűnösök elítélését az 1944 szeptemberében megkötött szovjet-román fegyverszüneti szerződés is kötelezettségként rótta ki Románia számára, a bírósági eljárások megszervezése azonban az instabil belpolitikai helyzet miatt még huzamosabb ideig késett.
Mikor a belpolitikai harc a Petru Groza vezette kormány hatalomra jutásával a kommunista párt és szövetségesei javára billent, az új kormány már áprilisban kibocsátotta a háborús bűnösség jogi hátterét meghatározó és a romániai népbíróságok felállításáról szóló törvényrendeletet (ennek értelmében két népbíróságot állítottak fel: egyet Bukarestben és egyet Kolozsváron). A népbíráskodás jogi hátterének meghatározását követően kezdetét vette az első perek megszervezése is. 
A bukaresti népbíróság 1945 májusában tartott első csoportos perében, az 1941-es odesszai mészárlásban szerepet játszó személyek ellen emelt vádat. A május 22-én hozott ítéletben a 38 vádlott közül 29 főt halálraítéltek, köztük a román hadsereg három tábornokát. Már az ítélethirdetést követő napon megkezdődött a háborús bűnösök második csoportjának pere, fasiszta újságírók pere elnevezéssel.

## A per
A bíróság május 23-án kezdte tárgyalni a háborús bűnökkel vádolt 14 újságíró ügyét (közülük hét fő ellen távollétében nyújtották be a vádiratot). A perben gyakorlatilag az összes, a háború alatt is működő - jelentősebb - újság vezetőjét vád alá helyezték, közülük is kiemelkedett Pamfil Șeicaru, a Curentul napilap vezérigazgatója, Stelian Popescu, az Universul vezérigazgatója, Nichifor Crainic, a Calendarul alapítója és szélsőjobboldali ideológus, illetve Radu Demetrescu-Gyr, legionárius újságíró. Vádlottak voltak még Grigore Manoilescu, a Bună Vestire napilap munkatársa, Ilie Rădulescu, Radu Seisanu, Alexandru Prundeni, korábbi propagandaügyi államtitkár, Ion Bălănescu, Aurel Cosma, Ion Dumitrescu, Radu Dianu, Alexandru Hodoș és Pan Vizirescu. 
A per közvádlói mind a kommunista párthoz kötődtek, név szerint Constantin Vicol, Alexandra Sidorovici, Ion D. Ioan és Avram Bunaciu (az utóbbi egyben igazságügyi államtitkár is volt). A vádiratban a perbe fogott újságírókat azzal vádolták, hogy újságcikkeikkel és egyéb megnyilvánulásaikkal a "fasizmus és hitlerizmus szolgálatába szegődtek", aktívan támogatva ezáltal az Antonescu-rezsimet. A perben a bíróság több alapvető hiányosságot is elkövetett, amennyiben kizárólag a vád tanúit hallgatta meg, a védelem tanúit nem, a vádlottak védői számára pedig nem engedélyezték, hogy a tárgyalás megkezdése előtt áttanulmányozzák a vádiratot vagy védenceikkel találkozzanak. 
A június 4-én meghozott ítéletben a bíróság két főt - Pamfil Șeicarut és Grigore Manoilescut - távollétében halálra ítélt, hét főt életfogytiglani kényszermunkára (Nichifor Crainicot és Stelian Popescut távollétükben, valamint Ilie Rădulescut, Radu Seisanut, Alexandru Prundenit, Ion Bălănescut és Aurel Cosmat jelenlétükben), öt főt pedig 5-től 25 évig terjedő kényszermunkára (Ion Dumitrescut, Radu Dianut és Alexandru Hodoșt 20 év börtönre, Radu Demetrescu-Gyrt és Pan Vizirescut 12 év börtönre). 
A per koncepciós jellege már a kortársak szemében is feltűnt. Burton Y. Barry, a SZEB romániai missziójának vezető tisztségviselője, romániai tapasztalatairól szóló naplójában egyenesen azzal vádolta meg a Groza-kormányt és a népbíróságot, hogy a per célja a vezető romániai újságok kisajátítása volt a kommunista párt részére. A vádlottak bűnösségének kimondása után ugyanis a román hatóságok - teljes vagyonelkobzás címén - beszüntették az érintett újságokat és elkobozták nyomdáikat, melyeket később az RKP hivatalos sajtóorgánumának, a Scânteiának a terjesztésére használtak. A modern kori romániai történészek többsége megegyezik abban, hogy a per elsődleges célja az RKP-val össze nem egyeztethető nézeteket valló újságírók elhallgattatása volt.

## A per utóélete
Az elítélteket a nagyenyedi börtönbe szállították, itt töltötték le büntetésüket, többségük 1955 - 1956 között szabadult. Nichifor Crainicot a hatóságok 1947-ben Nyárádtőn letartóztatták és börtönbe zárták, csak 1962-ben részesült amnesztiában.
Radu Gyrt 1958-ban ismét letartóztatták, egy rendszerellenesnek ítélt verse miatt, majd egy bukaresti bíróság halálra ítélte, de ítéletét kegyelemből 25 év kényszermunkára változtatták. 1964-ben szabadult végleg. 
A két halálraítéltnek Nicolae Ceaușescu 1966-ban - továbbra is távollétükben - megkegyelmezett. A rendszerváltás után a bukaresti legfelsőbb bíróság felülvizsgálta a perben hozott ítéleteket és hatályon kívül helyezte azokat - a legionárius Radu Demetrescu-Gyr és Ion Dumitrescu ítéleteinek kivételével. 
A per dokumentumait Emil Rus bukaresti levéltáros dolgozta fel és adta ki 2012-ben dokumentumkötet formájában, Delictul de opinie. Procesul ziaristilor 1945 címmel.